# Asteriks i Goci
Asteriks i Goci (fr. Astérix et les Goths) – trzeci album komiksu o przygodach Gala Asteriksa autorstwa René Goscinnego (scenariusz) i Alberta Uderzo (rysunki).
Komiks ukazywał się początkowo w odcinkach, na łamach francuskiego czasopisma Pilote, w latach 1961–1962. Został wydany w formie albumu w 1963 r.
Pierwsze polskie wydanie (w przekładzie Jolanty Sztuczyńskiej) pochodzi z 1992 r.

## Fabuła
Panoramiks wybiera się do Puszczy Karnutyjskiej na zjazd druidów. Każdy z uczestników urządza pokaz swojej wiedzy, a zwycięzca ogłaszany jest druidem roku. Tym razem palma pierwszeństwa przypada Panoramiksowi za pokaz magicznego napoju, dającego nadludzką siłę. Druid nie cieszy się jednak długo zwycięstwem, ponieważ zostaje porwany przez bandę Gotów, pragnących użyć talentów Panoramiksa dla podbicia Galii i Rzymu. Zaniepokojeni przedłużającą się nieobecnością druida Asteriks i Obeliks wyruszają na poszukiwania Panoramiksa.